# World Series of Poker Asia Pacific 2013
Le World Series of Poker Asia Pacific 2013 sono state la prima edizione della manifestazione. Si sono svolte dal 4 al 15 aprile presso il Crown Casino di Melbourne, in Australia.
Sono stati assegnati cinque braccialetti delle World Series of Poker, incluso quello assegnato per il Main Event, vinto da Daniel Negreanu.

## Eventi
| N. | Evento                                | Iscritti | Vincitore       | Premio (A$)  | Ultimo giocatore eliminato |
| -- | ------------------------------------- | -------- | --------------- | ------------ | -------------------------- |
| 1  | A$ 1.100 No-Limit Hold'em Accumulator | 1.085    | Bryan Piccioli  | A$ 211.575   | Jonathan Karamalikis       |
| 2  | A$ 1.650 Pot-Limit Omaha              | 172      | Jim Collopy     | A$ 69.662    | Ming Nguyen                |
| 3  | A$ 2.200 Mixed Event                  | 81       | Phil Ivey       | A$ 51.840    | Brandon Wong               |
| 4  | A$ 5.000 No-Limit Hold'em Six Handed  | 167      | Aaron Lim       | A$ 233.800   | Hun Wei Lee                |
| 5  | A$ 10.000 No-Limit Hold'em Main Event | 405      | Daniel Negreanu | A$ 1.038.825 | Daniel Marton              |